# Eppenschlag
Eppenschlag – miejscowość i gmina w Niemczech, w kraju związkowym Bawaria, w rejencji Dolna Bawaria, w regionie Donau-Wald, w powiecie Freyung-Grafenau, wchodzi w skład wspólnoty administracyjnej Schönberg. Leży około 20 km na północny zachód od miasta Freyung, przy  drodze B85.

## Dzielnice
W skład gminy wchodzą dwie dzielnice: Eppenschlag i Großmisselberg.

## Demografia
| Rok  | Liczba mieszk. |
| ---- | -------------- |
| 1970 | 892            |
| 1987 | 890            |
| 2000 | 973            |
| 2005 | 980            |
| 2008 | 976            |

### Struktura wiekowa
Dane o ludności z 31 grudnia 2008:
| Opis                                | Ogółem | Ogółem | Kobiety | Kobiety | Mężczyźni | Mężczyźni |
| ----------------------------------- | ------ | ------ | ------- | ------- | --------- | --------- |
| Jednostka                           | osób   | %      | osób    | %       | osób      | %         |
| Populacja                           | 976    | 100    | 489     | 50,1    | 487       | 49,9      |
| Wiek przedprodukcyjny (0–17 lat)    | 219    | 22,44  | 112     | 11,48   | 107       | 10,96     |
| Wiek produkcyjny (18–65 lat)        | 577    | 59,12  | 279     | 28,59   | 298       | 30,53     |
| Wiek poprodukcyjny (powyżej 65 lat) | 180    | 18,44  | 98      | 10,04   | 82        | 8,4       |

## Polityka
Wójtem jest Karl Reith, rada gminy składa się z 8 osób.
|      | CSU | UWG | Razem |
| 2008 | 5   | 3   | 8     |
| 2002 | 5   | 3   | 8     |

## Oświata
W gminie znajduje się przedszkole.